# Кучерявка Сью
«Кучерявка Сью» (англ. «Curly Sue») — американський художній фільм 1991 року режисера Джона Г'юза, виробництво кінокомпанії Warner Brothers. Прем'єра відбулася 25 жовтня 1991 року. Дітям рекомендується перегляд разом із батьками.

## Сюжет
Білл Денсер (Джеймс Белуші), якого 9-річна дівчинка Кучерява Сью (Елісон Портер) вважає своїм татом, ставиться до крихітки так, як це міг робити найкращий батько. У нього нічого нема, крім торбини за плечима, але він намагається вдягти та нагодувати Сью та йде заради цього на маленькі афери. Він каже: «Ми це робимо, не порушуючи закони. Точніше, не порушуючи гарні закони…». Одного разу, при вдалій спробі інсценувати автомобільний наїзд на Білла, пара знайомиться з адвокаткою Грей Еллісон (Келлі Лінч), неодруженою і процвітаючою…

## У ролях
| Актор             | Роль             |
| ----------------- | ---------------- |
| Джеймс Белуші     | Білл Денсер      |
| Елісон Портер     | Кучерява Сью     |
| Келлі Лінч        | Грей Еллісон     |
| Джон Гетц         | Волкер Макколмік |
| Фред Томпсон      | Берні Оксбар     |
| Камерон Тор       | Метрдотель       |
| Бранскомб Річмонд | Альберт          |
| Стів Керелл       | Тезіо            |
| Барбара Тарбак    | місіс Арнольд    |
| Ральф Фуді        | Безхатько        |

## Закадрове озвучення
- Українське закадрове озвучення студії «1+1» (1998). Ролі озвучували: Ярослав Чорненький та Наталя Задніпровська.
- Українське та російське багатоголосе закадрове озвучення телекомпанії «Інтер» та концерну «Інтер-фільм» (2003). Ролі озвучували: Олег Лепенець, Олесь Гімбаржевський (українською), Андрій Самінін (російською), Ніна Касторф та Людмила Ардельян.
- Українське закадрове озвучення телекомпанії «Новий канал» (2010). Ролі озвучували: Володимир Терещук та Юлія Перенчук.